# NGC 2427
NGC 2427 is een balkspiraalstelsel in het sterrenbeeld Achtersteven. Het hemelobject werd op 1 maart 1835 ontdekt door de Britse astronoom John Herschel.

## Synoniemen
- ESO 208-27
- IRAS 07350-4731
- PGC 21375